# Stefan Preisl
Stefan Preisl (* 1956 in Burglengenfeld) ist ein deutscher Holzbildhauer.

## Leben und Werk

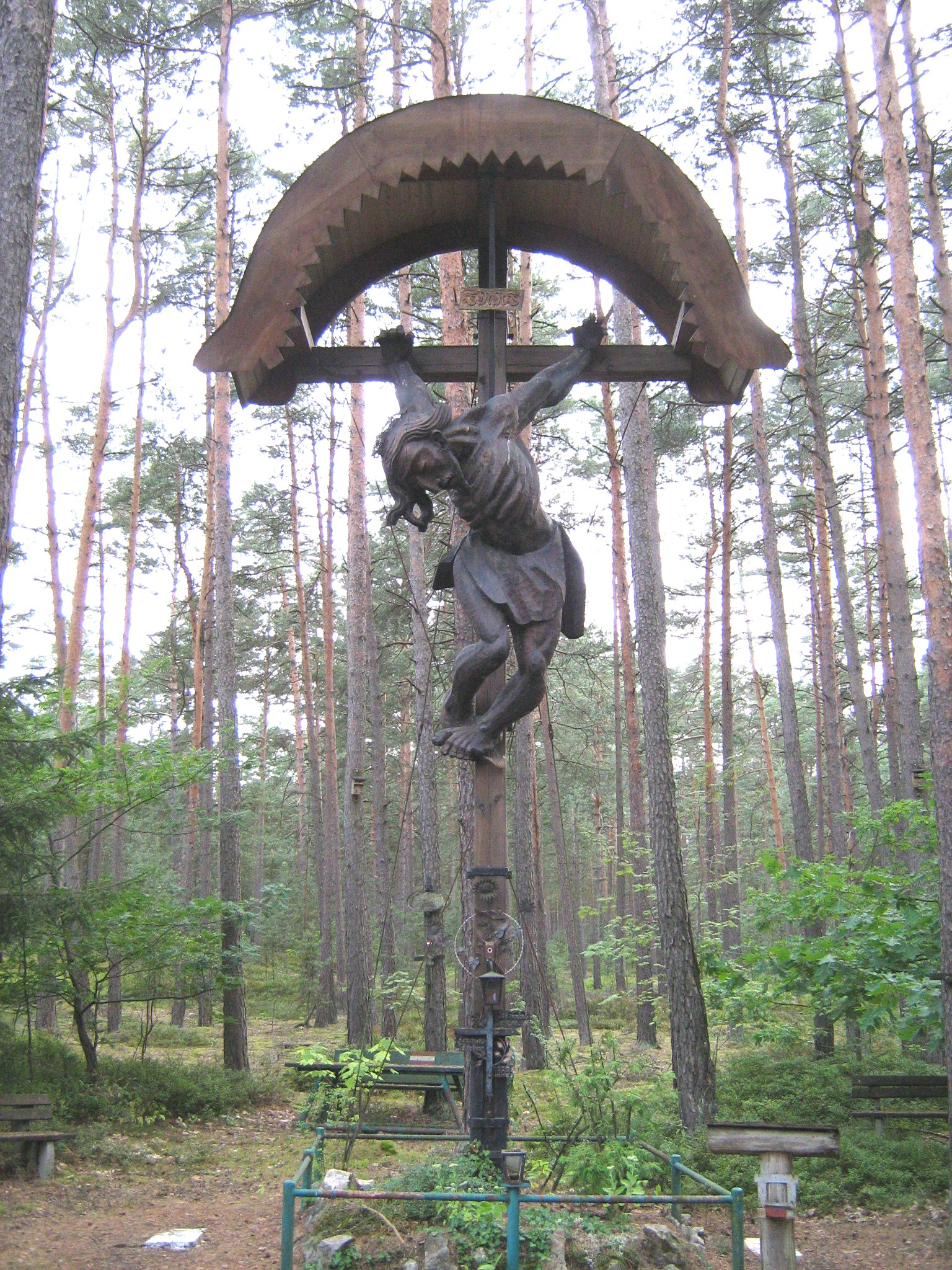
Das Kreuz von Wackersdorf (1986) von Stefan Preisl

Preisl absolvierte ab 1976 eine Ausbildung zum Holzbildhauer und ist seit 1981 als freischaffender Bildhauer in seiner Heimatstadt Burglengenfeld tätig. Später arbeitete Preisl auch als Baumpfleger und Baumkletterer.
Preisl ist Mitglied der Künstlergruppe „Dünger“ mit dem Objektkünstler Florian Zeitler und dem „Zeug“-Macher Andreas Hoffmann-Kuhnt. 2003 wurde die Gruppe für die bayernweite Aktion „Kunst im Wald“ gegründet. Preisl schuf mit der Künstlergruppe den Burglengenfelder Kunstwaldgarten im Raffa-Wald, eine ganzjährige Open-Air-Kunstausstellung.
Von Beginn an beteiligte sich Preisl an den Widerstandsaktionen gegen die Wiederaufarbeitungsanlage Wackersdorf (WAA) und schnitzte zwei Christusfiguren als Protest gegen die atomare Anlage. Sein Kreuz von Wackersdorf wurde 1986 neben dem Franziskus-Marterl aufgestellt. Von der ersten Christusfigur aus dem Jahr 1985 existieren nur noch die abgerissenen Hände.

## Ausstellungen
Preisl zeigte seine Werke u. a. im Volkskundemuseum Burglengenfeld, Kunst im Gehege (Höllohe in Teublitz), im Kunstwaldgarten in Zusammenarbeit mit der Bay. Forstverwaltung (Burglengenfeld), im Hammerschloss Schmidmühlen, im Leerer Beutel in Regensburg, in der Sparkasse Schwandorf, bei der Pop Up Galerie in Burglengenfeld, in der Großen Viechtacher Kunstausstellung, beim Kunst- und Gewerbeverein Regensburg.

## Dokumentationen
- Urlaub dahoam: Abenteuer im Kunstwaldgarten in Burglengenfeld, Oberpfalz TV 2020, 3 Min[10]

- Errichtung des Holzkreuzes mit der von ihm geschnitzten Christusfigur im Wackersdorfer Hüttendorf und die Abnahme durch die Polizei bei der Räumung. Zeitzeugen-Interview 2015, 3 Min[11]

- Anfertigung und Errichtung der zweiten Christusfigur aus Holz, die bis heute am Marterl in Wackersdorf zu sehen ist. Zeitzeugen-Interview 2015, 3 Min[12]

- Gewalt der Demonstranten, vor allem gegen Sachen, Gewaltanwendung der Polizei, insbesondere durch die Berliner Spezialeinheit in Wackersdorf. Zeitzeugen-Interview 2015, 3 Min[13]

- Mentalität der Demonstranten gegen die WAA Wackersdorf, die den Gedanken an einen möglichen Misserfolg gar nicht erst zuließ. Zeitzeugen-Interview 2015, 3 Min[14]

- Einsatz von Wasserwerfern, CN-/CS-Gas und Gewalt durch die Polizei in Wackersdorf, was zu einer Radikalisierung der Bevölkerung führte. Zeitzeugen-Interview 2015, 3 Min[15]